# Iglesia Metodista Unida de la Avenida Cass
La Iglesia Metodista Unida de la Avenida Cass está ubicada en 3901 Cass Avenue en Midtown Detroit, Míchigan. Fue construida en 1883, incluida en el Registro Nacional de Lugares Históricos en 1982 y designada como Sitio Histórico del Estado de Míchigan en 1985. Es uno de los edificios más significativos del Distrito Histórico Willis-Selden.

## Historia
La Iglesia Episcopal Metodista de Cass Avenue fue fundada en 1880. En 1883, la congregación contrató al estudio de arquitectura Mason & Rice para diseñar una iglesia en la esquina de Cass y Selden. En 1891, Malcomson y Higginbotham diseñaron una adición en el lado este, que ahora es la parte principal de la iglesia.
Al principio de la vida de la iglesia, la congregación era acomodada. En la década de 1920, sin embargo, la membresía disminuyó a medida que los feligreses se mudaron del área y el carácter del vecindario cambió. Sin embargo, la iglesia decidió permanecer en el vecindario y ministrar a los nuevos residentes. La iglesia todavía funciona como una congregación metodista unida, con servicios que cambian para satisfacer las necesidades del vecindario.

## Arquitectura
La iglesia es una estructura románica richardsoniana, construida en forma de cruz griega. La iglesia está construida con piedra Grafton revestida de roca, adornada con arenisca de Jonia. En la esquina hay una torre cuadrada de 86 pies de altura; el techo de tejas de cerámica verde es original. En el interior, vidrio Tiffany adorna las ventanas. Hay un órgano de iglesia Johnson-Tracker, que se cree que es el órgano de tubos más grande del siglo XIX en Míchigan.
Un marcador histórico del estado de Míchigan marca esta iglesia.